# Raymond Polin
Raymond Polin (* 7. Juli 1910 in Briançon; † 8. Februar 2001) war ein französischer Philosoph. Von 1976 bis 1981 war er Präsident der Universität Paris IV (Paris-Sorbonne).

## Leben
Nach einem Studium der Philosophie an der École normale supérieure in Paris arbeitete er von 1935 bis 1938 als Assistent von Célestin Bouglé im „Centre de documentation sociale“, wo sich sein Interesse an den Sozialwissenschaften entwickelte. Unter anderem war er Teilnehmer der Seminare von George Bataille und Alexandre Kojève. Er promovierte 1945 bei Maurice Halbwachs.
1945 wurde er zum Professor an der Universität Lille berufen. 1961 erhielt er den Lehrstuhl für politische Philosophie an der Sorbonne bzw. nach deren Aufteilung 1971 an der Universität Paris IV (Université Paris-Sorbonne), deren Präsident er 1976 wurde. 1981 endete seine Präsidentschaft, in diesem Jahr wurde er auch Mitglied der Académie des sciences morales et politiques. Von 1980 bis 2001 übernahm er den Vorsitz der Fondation Thiers.
Er ist der Vater des Philosophen Claude Polin.

## Werke
- La création des valeurs. Presses universitaires de France, Paris 1944.
- La compréhension des valeurs. Presses universitaires de France, Paris 1945.
- Du laid, du mal, du faux. Presses universitaires de France, Paris 1948.